# Ленино-Кокушкинское сельское поселение
Ленино-Кокушкинское се́льское поселе́ние (тат. Ленино Кокушкино авыл җирлеге) — муниципальное образование в Пестречинском районе Республики Татарстан.
Административный центр — село Ленино-Кокушкино.

## История
Статус и границы сельского поселения установлены Законом Республики Татарстан от 31 января 2005 г. № 33-ЗРТ «Об установлении границ территорий и статусе муниципального образования „Пестречинский муниципальный район“ и муниципальных образований в его составе».

## Население
| 2010  | 2011  | 2012  | 2013  | 2014  | 2015  | 2016  |
| ----- | ----- | ----- | ----- | ----- | ----- | ----- |
| 3075  | ↗3077 | ↘3065 | ↗3077 | ↗3088 | ↘3075 | ↘3070 |
| 2017  | 2018  |       |       |       |       |       |
| ↘3050 | ↘3036 |       |       |       |       |       |

## Состав сельского поселения
| № | Населённый пункт | Тип населённого пункта       | Население |
| - | ---------------- | ---------------------------- | --------- |
| 1 | Большие Бутырки  | село                         |           |
| 2 | Змеево           | деревня                      |           |
| 3 | Ленино-Кокушкино | село, административный центр |           |
| 4 | Салкын-Чишма     | деревня                      |           |
| 5 | Ушня             | посёлок                      |           |
| 6 | Черемышево       | село                         |           |